# Шерпц
Шерпц (на полски: Sierpc) е град в Централна Полша, Мазовско войводство. Административен център е на Шерпешки окръг, както и на селската Шерпешка община, без да е част от нея. Самият град е обособен в самостоятелна градска община с площ 18,59 км2. Към 2011 година населението му възлиза на 18 368 души.